# Петачинци
Петачинци (на сръбски: Петачинци или Petačinci) е разделено село между България и Сърбия. Петачинци е разположено на осем километра северно от Трън в областта Дерекул, в подножието на планината Гребен.

## История до 1920 г.
Селото е отбелязано османо-турски документи от 1451 години като Питаченци. В съкратен регистър на Пиротския кадилък от 1530 година Петачинче е отбелязано като село с 32 домакинства, 14 неженени жители и 2 вдовици. В регистър от средата на XV век се споменава, че село Петачинче има 21 домакинства, двама неженени жители и две вдовици, а приходът от него възлиза на 3817 акчета.
Според преброяването от 1900 година селото има 298 жители. След прокарването на новата българо-сръбска граница по Ньойския договор през 1920 г. четири от петте махали, на които е кръстено селото остават в Сърбия, а само една - Богойна махала с 20 къщи и гробищата на селото - в България.

## Културни забележителности
В местността „Света вода“ личат основите на стария манастир „Св. Атанасий“, където са открити и няколко гроба, за които се предполага, че са на свещеници. Близо до манастира има и свято дърво и оброчен кръст.

## Петачинци в България – Богойна
След разделянето в България остава единствено махала Богойна. След приемането на закона за административно-териториално устройство през 1995 година Богойна променя статута си от махала на село.
През 2006 година Министерският съвет на Република България одобрява като основа за водене на преговори проект на споразумение със Сърбия за откриване на ГКПП Банкя – Петачинци.

## Петачинци в Сърбия
Частта на Петачинци в Република Сърбия административно принадлежи към Община Цариброд (Димитровград), Пиротски окръг.
Броят на населението в сръбската част след 1921 година е следният:
- 1921 г. – 261 души (42 къщи)
- 1948 г. – 281 души
- 1953 г. – 270 души
- 1961 г. – 146 души
- 1971 г. – 75 души
- 1981 г. – 36 души (34 българи)
- 1991 г. – 28 души
- 2002 г. – 19 души (8 българи, 2 сърби, 9 недекларирали национална принадлежност)
- 2011 г. – 9 души